# Modeste Mutombo Kyamakosa
Modeste Mutombo Kyamakosa a été le ministre des Finances de la république démocratique du Congo de juin à septembre 2003 ; il a alors été remplacé par André-Philippe Futa.